# Miomantinae
Miomantinae es una subfamilia de mantodeos perteneciente a la familia Mantidae.

## Géneros
Comprende los siguientes géneros:
- Tribu: Miomantini
  - Géneros: Arria - Cilnia - Miomantis - Neocilnia - Paracilnia - Parasphendale - Sphodropoda - Taumantis - Trachymantis - Zopheromantis
- Tribu: Rivetinini
  - Géneros: Bolivaria - Carvilia - Deiphobe - Deiphobella - Eremoplana - Euchomena - Geomantis - Geothespis - Gretella - Indothespis - Ischnomantis - Microthespis - Pararivetina - Pseudempusa - Rivetina - Rivetinula - Solygia - Teddia